# Удалшалк I фон Лурнгау
Удалшалк I фон Лурнгау (на немски: Udalschalk Graf im Lurngau; на латински: comes Oudalscalh; * ок. 1050; † 20 ноември 1115) от род Ернсте-Грьоглинг-Хиршберг е граф на Лурн в Лурнгау в Горна Каринтия, Австрия. Вероятно е племенник на папа Виктор II († 1057).

## Биография
Той е син на Алтман граф при Фрайзинг († 1039/1047) или на Хартвиг II († 1069), граф на Долен Ампер и съпругата му Авиза, дъщеря на граф Алтман фон Кюбах. Брат е на граф Ернст I фон Грьоглинг и Отенбург († 1096/1098).
Удалшалк притежава и други имения в Западна Щирия.
Удалшалк I фон Лурнгау умира на 20 ноември 1115 г. и е погребан в Зубенок.

## Фамилия
Първи брак: с Емма фон Лехсгемюнд († 1100), дъщеря на граф Куно I фон Лехсгемюнд († 1091/1094) и съпругата му Мехтилд фон Хорбург († 1092/1094). Те имат децата:
- Конрад фон Лурнгау († пр. 20 януари 1112), граф в Лурнгау, фогт на Аквилея, женен пр. 3 октомври 1102 г. за Матилда от Истрия († сл. 20 януари 1112), дъщеря на маркграф Буркхард от Истрия-Мозбург († 1106/1107)
- Удалшалк фон Лурнгау († 13 ноември 1107/08), абат на Тегернзее 1091/1107/08 г.
- Адалберо фон Лурнгау, граф в Лурнгау ок. 1135 г.
- Вилибирг фон Грьоглинг († 11 януари), омъжена за граф Конрад I фон Дахау († сл. 5 ноември 1130), син на граф Арнолд I фон Шайерн (Дахау)
- Аделхайд фон Лурнгау († 10 март пр. 1120), омъжена за граф Буркард IV фон Мозбург († 1138), син на Буркард III фон Мозбург
- Алтман фон Лурнгау († 27 март 1149), епископ на Тренто (1124 – 1149)

Втори брак: с Аделхайд от Истрия-Крайна (* ок. 1065; † 1122) от фамилията Ваймар-Орламюнде, вдовица на катедрален фогт Фридрих II фон Регенсбург († сл. 1095?), дъщеря на маркграф Улрих I от Истрия-Крайна († 1070) и София Унгарска († 1095), дъщеря на унгарския крал Бела I († 1063). Те нямат деца.